# 认知无线电
认知無線電（英語：Cognitive radio），又稱感知無線電，是一種通信技術。認知無線電是利用频谱间的空隙，即频谱空洞（Spectrum Holes）进行动态频谱接入（Dynamic Spectrum Access）與传输，以达到在拥挤频谱空间进行訊息傳輸，提高频谱空间利用率的技术。

## 歷史
認知無線電是由美國學者約瑟夫·米托拉（Joseph Mitora）在西元1999年提出的。由于不断增加的无线电设备，以及人类可用的频段是有限的，科學家開始尋找解決頻譜不足的辦法。感知無線電就是一種解決方法：当某一无线电设备在不传输的时候（比如有些广播电台在半夜会停播），具有感知無線電技術的裝置可以检测到这一可用的频段，并且利用它去传输自己的信息。
IEEE 802.22是第一個基於認知無線電建立的通訊標準，其他例子包含IEEE P1900.4等。現今許多通訊技術是從感知無線電的相關研究中產生的，最常見例子包括了頻譜感知與載波聚合等。而動態頻譜接入的概念，在最新的通訊技術研究中，仍是一個解決頻譜不足問題的重要方向。

## 運作
感知无线电的工作分为两大阶段，第一阶段是感知，此时感知无线电利用能量检测感知（Energy Detection Scheme）、循环平稳感知(Cyclostationary Scheme)、匹配滤波感知（Matching Filter）或其他方式去检测可用的频段。
在第二阶段时，感知无线电利用检测到的可用频段去传输自己的信息。要留意的是，检测到的可用频段可能是其他无线电设备的频段，只不过那个无线电设备当时不在进行信号传输。所以在传输一定时间之后，为了避免干扰到其他无线电设备，感知无线电必须重新检测可用频段。